# Antocha brevicornis
Antocha brevicornis är en tvåvingeart som beskrevs av Alexander 1960. Antocha brevicornis ingår i släktet Antocha och familjen småharkrankar.
Artens utbredningsområde är Moçambique. Inga underarter finns listade i Catalogue of Life.